# Клаудия Веласко
Клаудия Веласко (на испански: Claudia Velazco) е мексиканска писателка и сценаристка, работеща в компания „Телевиса“.

## Творчество

### Оригинални истории
- Отвъд теб (2023) с Педро Армандо Родригес
- Да преодолееш мъката (2020 – 2021) с Педро Армандо Родригес
- Да преодолееш страха (2020) с Педро Армандо Родригес
- Двойният живот на Естела Карийо (2017) с Педро Армандо Родригес[1]

### Адаптации
- Прилив на страсти (2024) оригинална история от Филипа Попе и Джоана Андраде
- Да лъжеш, за да живееш (2013) с Мария Саратини, оригинална история от Мария Саратини
- Силата на съдбата (2011) с Мария Саратини, оригинална история от Мария Саратини
- Буря в Рая (2007 – 2008) с Марсия дел Рио, оригинална история от Каридад Браво Адамс

### Ко-адаптации
- Втора част на Непростимо (2015) с Марисол Барбабоса, адаптация от Рикардо Фиайега
- Цветът на страстта (2014) с Габриела Руфо, адаптация от Хосе Куаутемок Бланко и Мария дел Кармен Пеня
- Капризи на съдбата (2009) адаптация от Мария Саратини
- Битка на страсти (2006) адаптация от Марсия дел Рио

## Награди и номинации
Награди TVyNovelas (Мексико)
| Година | Категория                        | Теленовела                      | Резултат   |
| ------ | -------------------------------- | ------------------------------- | ---------- |
| 2020   | Най-добър сценарий или адаптация | Да преодолееш страха            | Номинирана |
| 2018   | Най-добър сценарий или адаптация | Двойният живот на Естела Карийо | Номинирана |
| 2015   | Най-добра история или адаптация  | Цветът на страстта              | Номинирана |
| 2014   | Най-добър сценарий или адаптация | Да лъжеш, за да живееш          | Номинирана |
| 2012   | Най-добър сценарий или адаптация | Силата на съдбата               | Печели     |